# TG-5
TG-5 albo TG-V – prototypowy czołg superciężki przeznaczony dla sił ZSRR. Miał być podobny do Landkreuzer P-1000 Ratte, bowiem miał masę 1000 ton. Ze względu na swoje olbrzymie rozmiary byłby całkowicie niepraktyczny, gdyż stanowiłby łatwy cel dla artylerii i lotnictwa, a ponadto nie mógłby przejechać przez żaden most.

## Dane techniczne
- masa: ok. 1000 ton
- załoga: 40 osób
- łączna moc silników: 24000 KM
- prędkość maksymalna: 60 km/h

## Uzbrojenie
- 2× 304 mm
- 4× 152 mm
- 4× 76 mm
- 2× 45 mm
- wieże: 6 szt.

## Pancerz
- przedni: 300 mm
- boczny: 250 mm